# Societat Coral d'Artesans
La Societat Coral d'Artesans és una obra modernista de Gelida (Alt Penedès) protegida com a Bé Cultural d'Interès Local.

## Descripció
Edifici d'ús públic d'una sola planta, entre mitgeres, situat al carrer Major de Gelida. De l'obra original només se'n conserva la façana, que presenta ornamentació modernista.

## Història
El Casal Gelidenc va ser construït per l'arquitecte Josep Ros i Ros. El projecte, conservat encara per l'entitat "Societat Unió del Casal Gelidenc", porta la data del 1917 (1 d'agost), any que figura també a la façana de l'edifici. Va ser utilitzat com a sala de ball, cafè i billar fins a l'any 1924, en què es va construir un saló d'espectacles en els terrenys annexes. El 1923 va enderrocar-se totalment, salvant-ne únicament la façana, per tal de destinar-lo a ball, cinema i centre de reunió. Per causa de la manca de fons, l'avenç de l'obra es fa molt lentament.